# قلعه السلیف
 قلعه سلیف  (به عربی: قلعة السلیف)  
یکی از قلعه‌های مشهور کشور پادشاهی عمان است، ویکی از (نقاط دیدنی سلطنت عمان) به شمار می‌آید.
این قلعه  در  شهرستان عبری از توابع استان   ظاهره  است.   قلعه سلیف   توسط  الإمام سلطان بن سیف الیعربی  بنیادگذاری شده‌است. شامل چند برج نگهبانی است، همچنین قنات آبی از پائین  قلعه می‌گذرد، درون قلعه یک باب مسجد و یک چاه آب وجود دارد. این قلعه در روستای (بلدة السلیف) روی  تپه أی   نه بس بلند  واقع شده‌ است. 